# أين يقع منزل صديقي؟
أين يقع منزل صديقي؟ (بالفارسية:  خانه دوست کجاست؟) هو فيلم درامي إيراني 1987 من إخراج وكتابة عباس كياروستامي. عنوانه مستمد من قصيدة سهراب سبهري، وهو يُعتبر أول ثلاثية كياروستامي التي تم تصويرها جميعًا في في كوكر بإيران.
يروي الفيلم روايةً بسيطة مخادعة عن سعي تلميذٍ لإعادة دفتر ملاحظات صديقه في قرية مجاورة، لأنه إذا فشل صديقه في تسليمها في اليوم التالي، فمن المحتمل أنه يتم طرده من المدرسة. يقدم الفيلم رسالة تجاه الإحساس بالواجب المدني، وحضور احساس الولاء والبطولات اليومية الصغيرة. كما تم تصوير المعتقدات التقليدية لسكان الريف الإيراني.

## الحبكة
بينما يستعد أحمد لأداء واجبه مساءً، يدرك أنه أخذ عن طريق الخطأ دفتر ملاحظات يخص أحد أصدقاءه. مع العلم أن صديقه قد تعرض للتوبيخ صباحًا وسيطرد إذا لم يكن لديه دفتر الملاحظات لإكمال واجبه المنزلي في اليوم التالي، يذهب أحمد للبحث عن زميله طيلة النهار، حتى يحل المساء ويشعر بخيبة أمل بعد عدم عثوره على منزل صديقه، فيقرر أن يقوم بكتابة واجبه عنه، يثني المعلم صباحًا على صحة حل الواجب ويشعر كلاهما بالرضا.

## فريق التمثيل
- بابك أحمد بور في دور أحمد
- أحمد أحمد بور في دور محمد رضا نيمات زاده
- Kheda Barech Defai كمدرس
- إيران Outari كأم
- آيات أنصاري كأب
- Sadika Tohidi كجار فارسي
- بيمان موافي مثل علي، جار
- علي جمالي كصديق جد
- عزيز باباي كالنادل
- نادر غلامي بصفته مالك العقار
- أكبر مورادي مثل الرجل العجوز من أذربيجان
- طيبة سليماني كزوج
- محمد رضا برفانة باعتباره الرجل الذي أخطأ علي
- Farahanka Brothers مثل الصبي الصغير
- ماريا Chdjari مثل الفتاة التي تسوتيرز
- حمد الله عسكر بور الرجل العجوز
- Kadiret Kaoiyenpour باعتباره العجوز الديني
- هاجر فرازبور كبائعة أبل
- محمد حسين روحي نجار
- رفيعة ضيف مثل الجد
- Agakhan Karadach Khani باعتباره بائع الشارع

## الجوائز
فاز الفيلم بالنمر البرونزي في مهرجان لوكارنو السينمائي عام 1989. كما فاز بلوحة ذهبية في مهرجان الفجر السينمائي.

## الخلفية
يعتبر هذا الفيلم هو الفيلم الأول للمخرج «عباس كيراستمى» الذي يعطيه أهمية دولية. يقول السينيمائى الايرانى «باهمان غوبادى» ان هذا الفيلم ماثل في ذهنه دائما بسبب منظور المخرج العميق في صناعة الأفلام وهيكله الغريب والمتميز ويقول الناقد الامريكى «جوناثان روزنبوم» ان المخرج «عباس كيراستمى» (22 يونية 1940 - 4 يولية 2016) هو أعظم مخرج إلى وقتنا هذا وان الفيلم هو عبارة عن تأمل مستمر للمناظر الطبيعية والطريقة التي يحيى بها الناس

## ردود الفعل
- قال المخرج الإيراني بهمان غبادي «إنني دائما أفكر في هذا الفيلم من خلال منظور المخرج العميق في صناعة الأفلام وبنيته الغريبة والمتميزة». [5]
- قال جوناثان روزنباوم عن كياروستامي أنه أعظم صانع أفلام حي واعتبر الفيلم إلي جانب أعماله الأخرى أشجار الزيتون والحياة ولا شيء أكثر تأملات مستدامة في المناظر الطبيعية الفريدة والطريقة التي يعيش بها الناس العاديون؛ أسئلة مهووسة تأخذ ملامح الأمثال؛ الاستفسارات المركزة التي تثير أسئلة أكثر مما تجيب عليها؛ والقصائد المصورة والكونية حول التعامل مع الكوارث الشخصية وغير الشخصية. إنهم يركزون على الاكتشافات الصغيرة ويعتزون بها، بما في ذلك الأشياء التي لا يمكننا فهمها ".[6]
- أصبح الفيلم من بين العشرة الأوائل في قائمة BFI من 50 فيلمًا يجب أن تشاهدها في سن 14 عامًا.[7]

## وصلات خارجية
أين يقع منزل صديقي؟ على موقع IMDb (الإنجليزية)
- أين يقع منزل صديقي؟ على موقع الموسوعة البريطانية (الإنجليزية)
- أين يقع منزل صديقي؟ على موقع روتن توميتوز (الإنجليزية)
- أين يقع منزل صديقي؟ على موقع قاعدة بيانات الأفلام العربية
- أين يقع منزل صديقي؟ على موقع ألو سيني (الفرنسية)
- أين يقع منزل صديقي؟ على موقع Turner Classic Movies (الإنجليزية)
- أين يقع منزل صديقي؟ على موقع أول موفي (الإنجليزية)
- أين يقع منزل صديقي؟ على موقع فيلمافينيتي (الإسبانية)
- أين يقع منزل صديقي؟ على موقع قاعدة بيانات الأفلام السويدية (السويدية)
- أين يقع منزل صديقي؟ على موقع قاعدة بيانات الفيلم (الإنجليزية)